# Ivo Ivanov
Ivo Ivanov (in bulgaro Иво Иванов?; Kazanluk, 11 marzo 1985) è un calciatore bulgaro, difensore del Rozova Dolina.

## Carriera

### Club
Proveniente dalle giovanili del club, debutta con il Beroe Stara Zagora nel 2006, squadra in cui tuttora gioca; tra il 2010 e il 2012 ha avuto una piccola parentesi al Levski Sofia.

## Palmarès

### Club
- Coppa di Bulgaria: 2

Beroe: 2009-2010, 2012-2013
- Supercoppa di Bulgaria: 1

Beroe: 2013